# Pühalepa (plaats)
Pühalepa (Duits: Pühhalep) is een plaats in de Estlandse provincie Hiiumaa. De plaats heeft de status van dorp (Estisch: küla).
Pühalepa lag tot in oktober 2017 in de gemeente Pühalepa. Pühalepa was overigens niet de hoofdplaats van die gemeente; dat was Tempa. Op 15 oktober 2017 ging Pühalepa op in de fusiegemeente Hiiumaa.

## Bevolking
Het dorp had 14 inwoners op 31 december 2011 en 6 inwoners op 31 december 2021.

## Geografie
De plaats ligt aan de Tugimaantee 80, de secundaire weg van Heltermaa via Kärdla naar Luidja. Bij Pühalepa ligt een zwerfsteen met de afmetingen 2,7 x 3,3 x 2,3 meter, de Vanapagana kivi.

## De kerk van Pühalepa
De kerk van Pühalepa is de oudste kerk van het eiland Hiiumaa. In 1255 gaf de Lijflandse Orde opdracht voor de bouw van een stenen weerkerk, gewijd aan Laurentius van Rome. De eenbeukige kerk was pas gereed in de 14e eeuw en had oorspronkelijk geen toren. In 1575, tijdens de Lijflandse Oorlog, raakte de kerk zwaar beschadigd. Rond 1600 werd ze hersteld. Pas in 1770 kreeg de kerk een toren. In de 19e eeuw werd de kerk gerenoveerd. Tijdens de Sovjetbezetting na de Tweede Wereldoorlog werd de kerk gebruikt als opslagruimte. In 1993 werd ze weer als kerk in gebruik genomen.
Op het kerkhof rond de kerk staat een kapel waarin leden van de familie Stenbock begraven zijn.

## Het dorp
Pas in 1923 kreeg het groepje woningen in de buurt van de kerk de status van nederzetting. In 1945 stond Pühalepa voor het eerst op de lijst van dorpen.

## Foto's

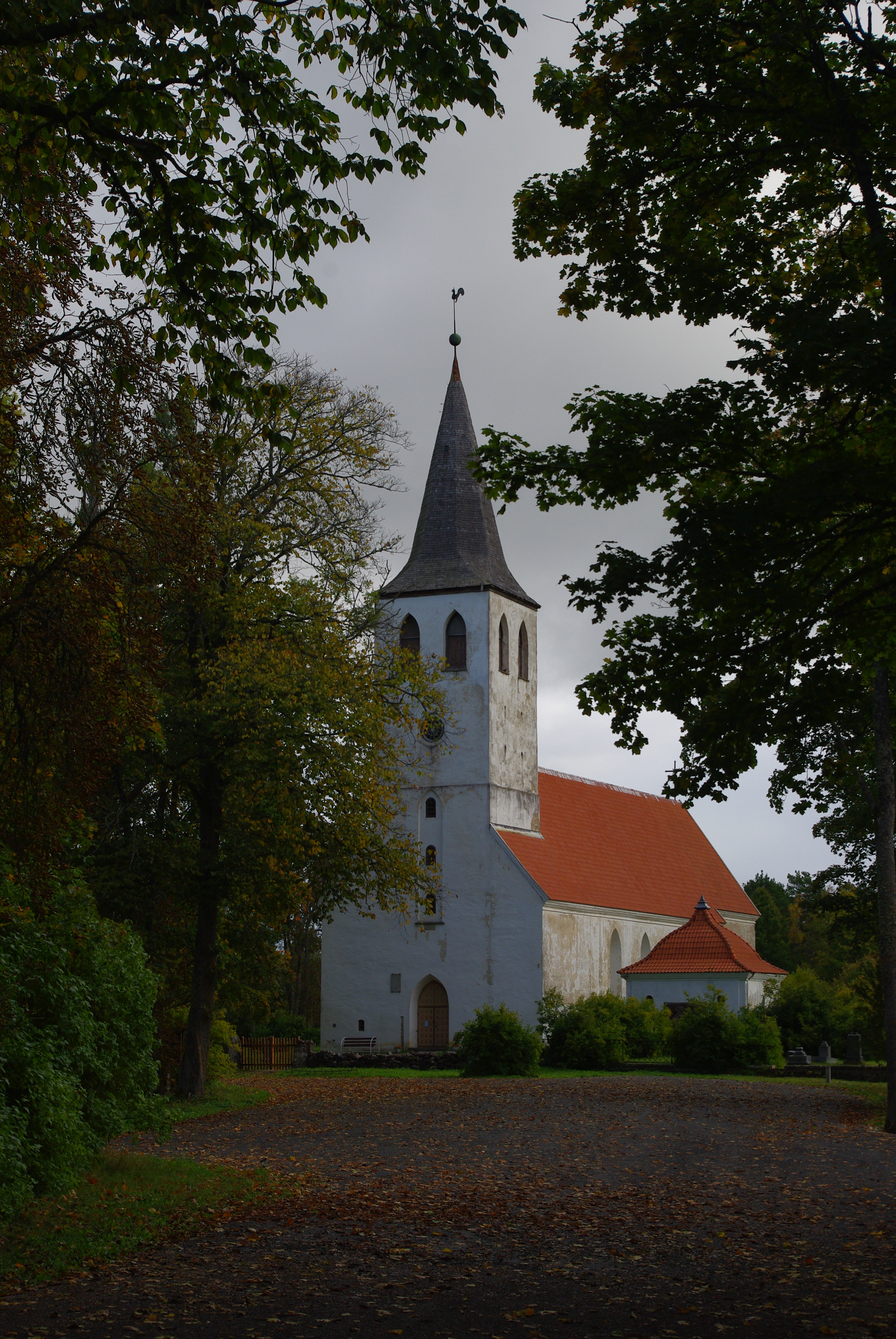
De kerk van Pühalepa
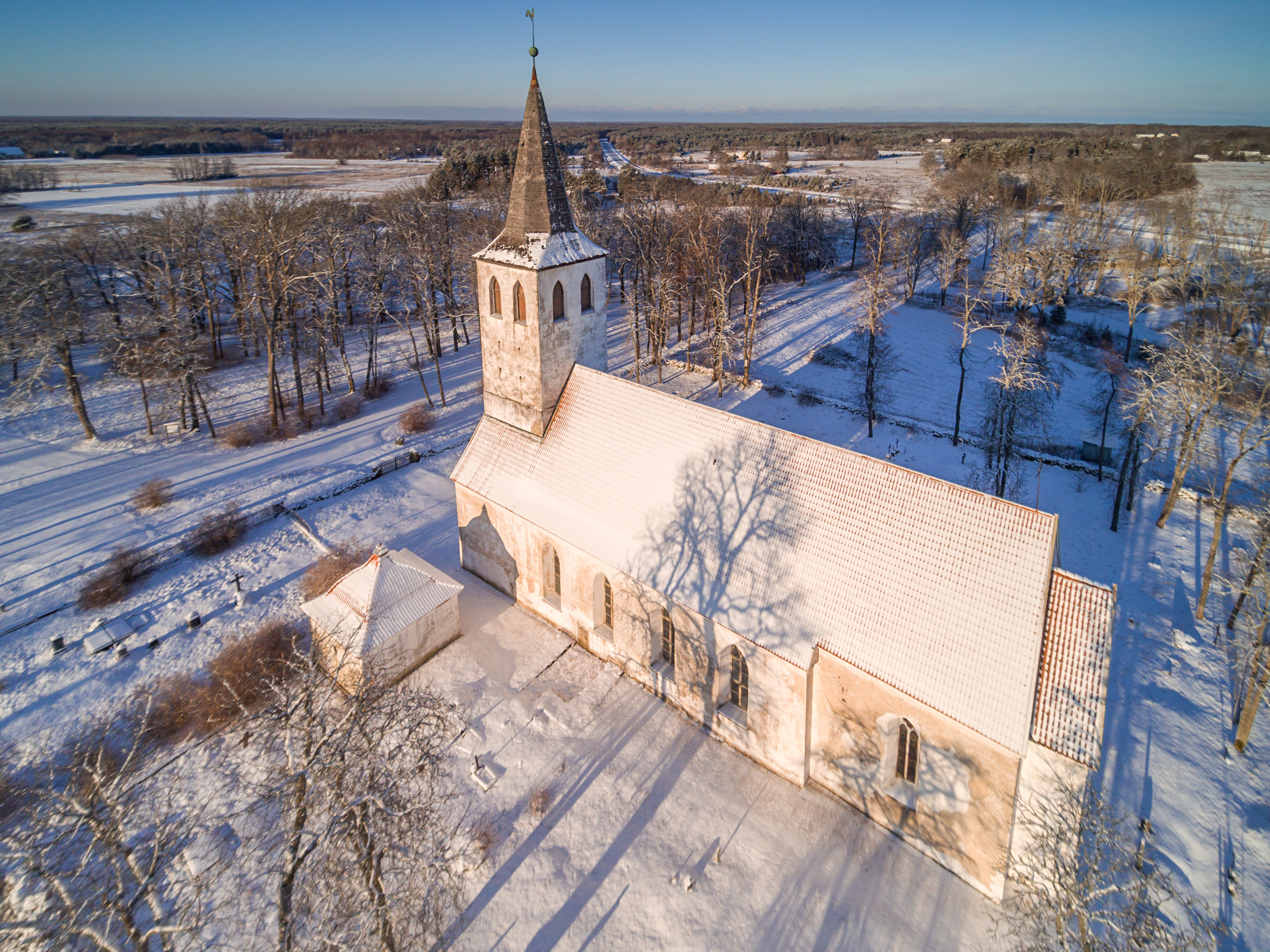
De kerk in de winter
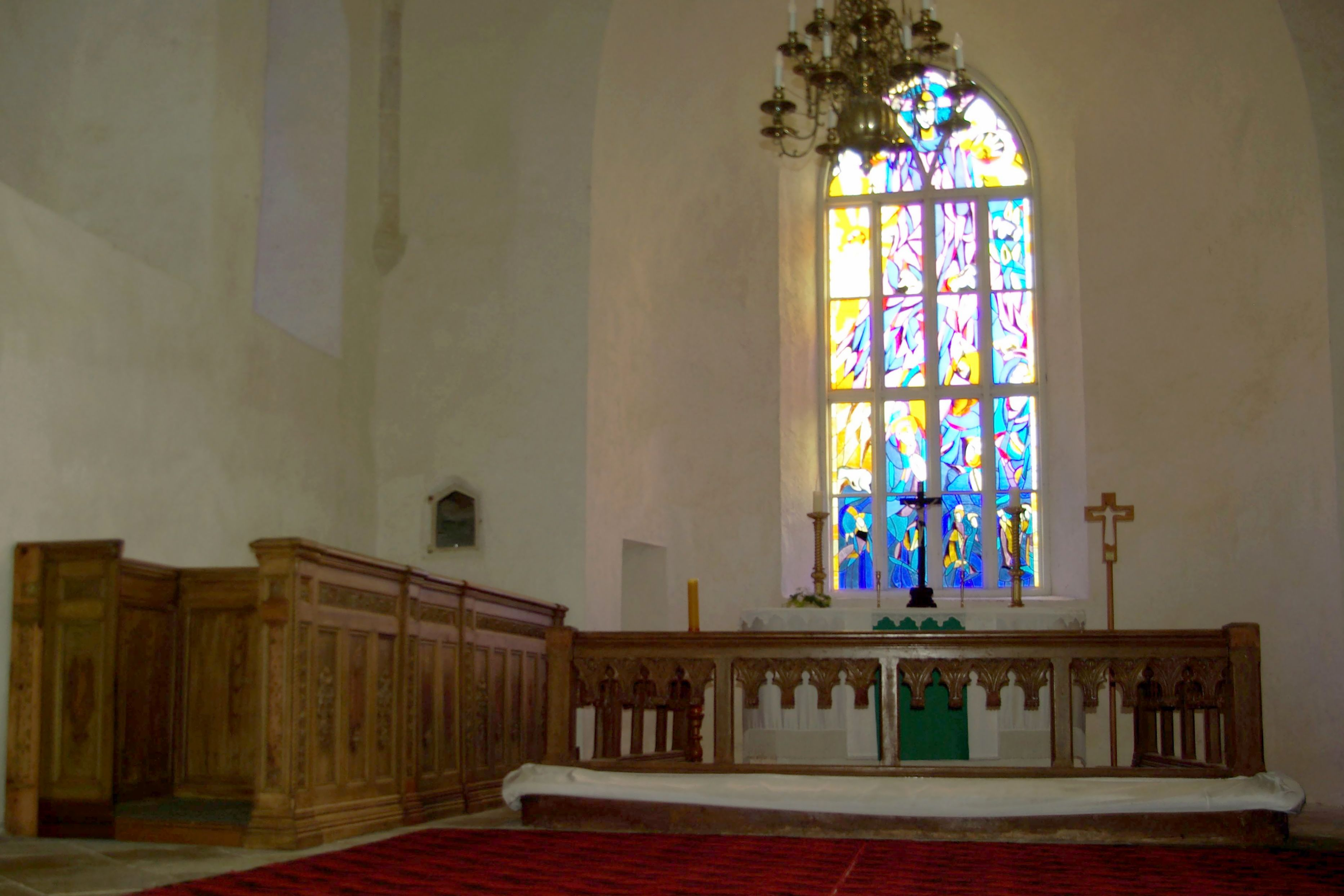
Het altaar
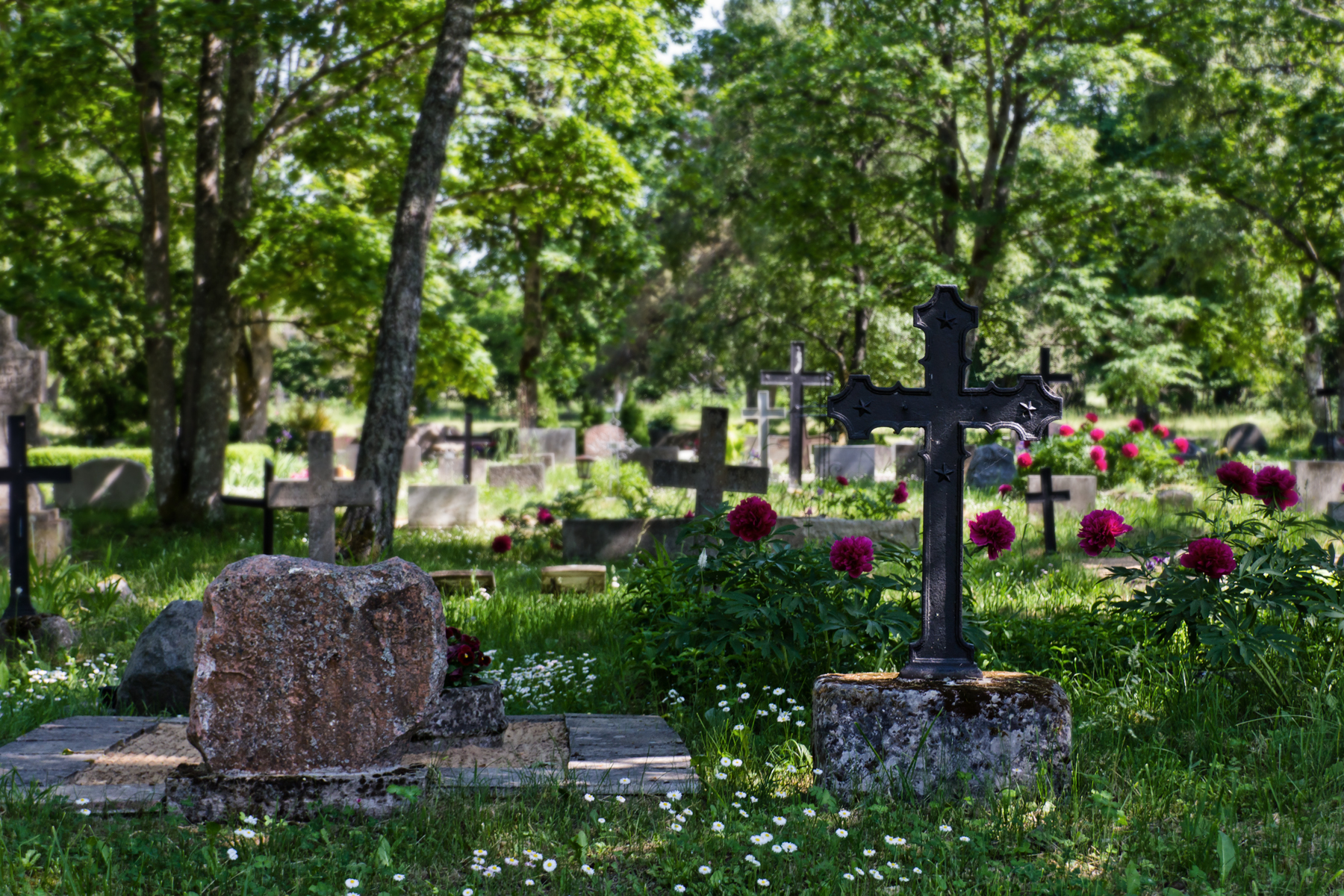
Begraafplaats
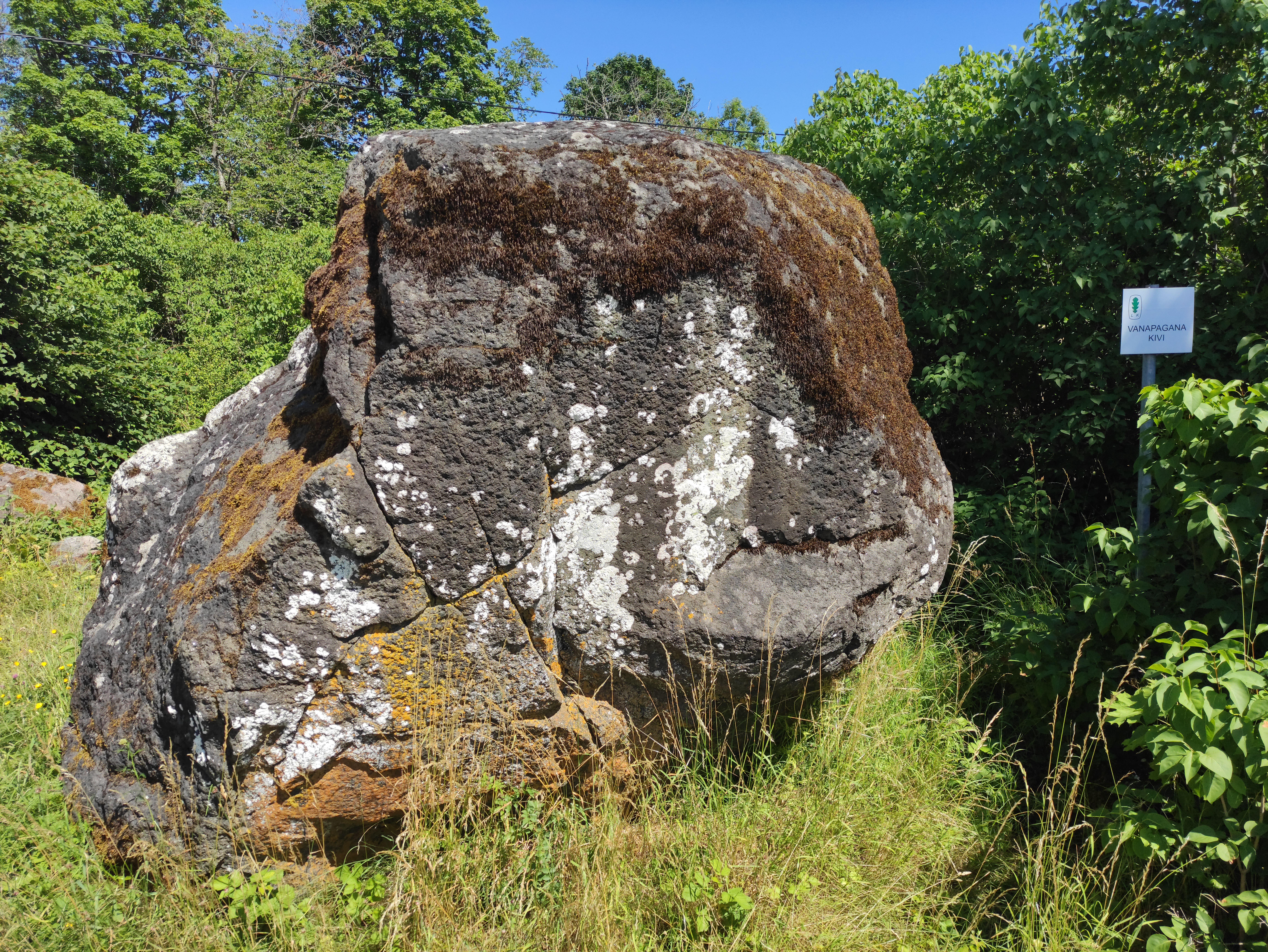
De Vanapagana kivi
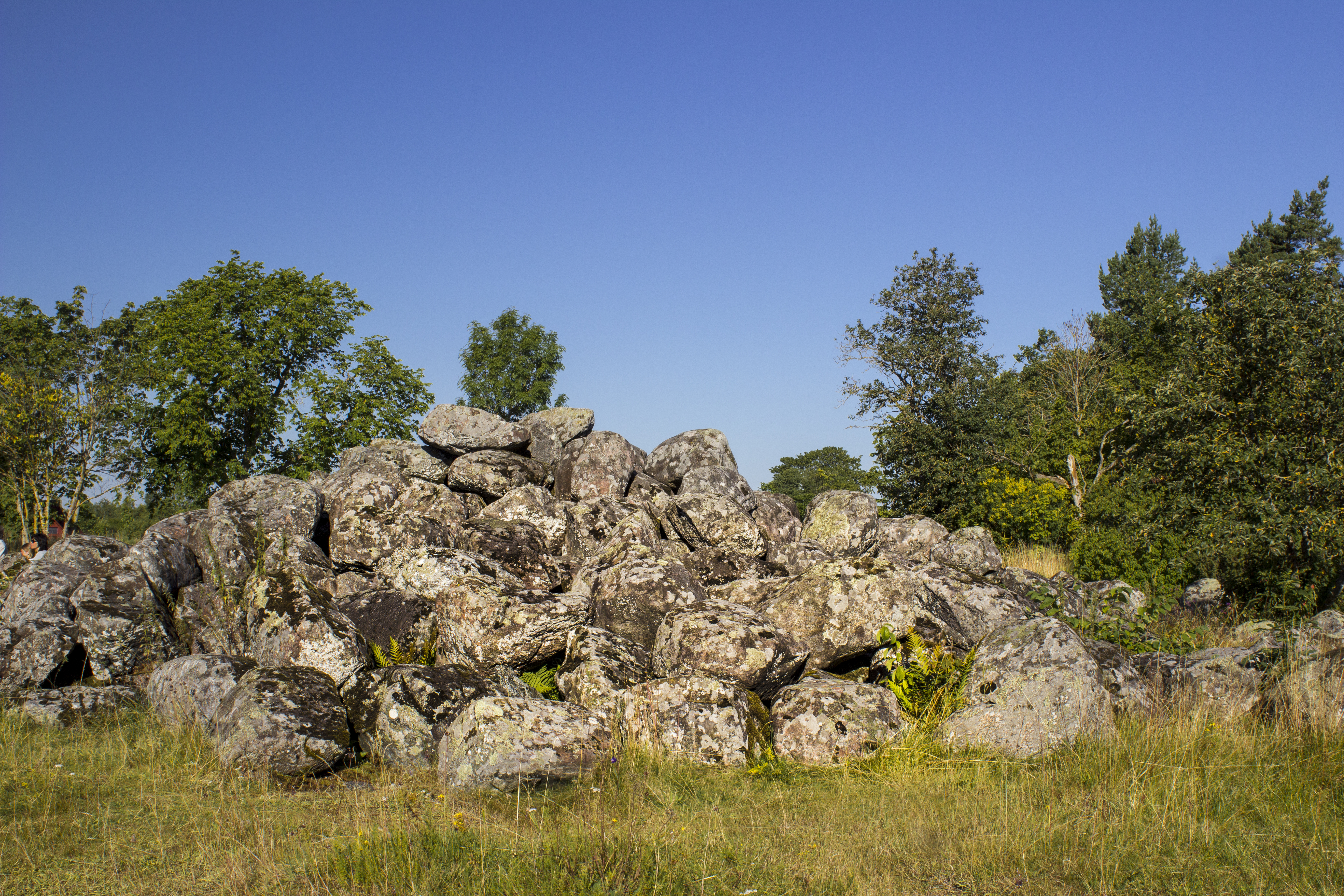
Stapel keien in de buurt van het dorp